# Crepicardus fleutiauxi
Crepicardus fleutiauxi – gatunek chrząszczy z rodziny sprężykowatych i plemienia Crepidomenini.

## Taksonomia
Gatunek został opisany w 1975 przez Claude'a Girarda na podstawie okazów z Ankilizato i Bevoay. Nazwany na cześć Edmunda Jean-Baptiste'a Fleutiaux, francuskiego entomologa.

## Występowanie
Gatunek jest endemitem Madagaskaru.